# De Dion-Bouton Type IM
Der De Dion-Bouton Type IM ist ein Pkw-Modell aus der Zeit zwischen den beiden Weltkriegen. Hersteller war De Dion-Bouton aus Frankreich.

## Beschreibung
Das Modell erhielt am 22. August 1922 seine Zulassung von der nationalen Behörde und wurde ab Modelljahr 1923 angeboten. Es gab keinen direkten Vorgänger. Der Type IB ist etwa gleich groß.
Der Vierzylindermotor hat 78 mm Bohrung, 130 mm Hub und 2485 cm³ Hubraum. Er war damals in Frankreich mit 12 Cheval fiscal (Steuer-PS) eingestuft. Eine Neuheit für De Dion-Bouton war die OHV-Ventilsteuerung. Die Motorleistung ist mit 43 BHP angegeben, was etwa 43 PS sind. Wie so viele Fahrzeuge aus dieser Zeit hat es ein festes Fahrgestell, Frontmotor, Kardanantrieb und Hinterradantrieb. Das Getriebe hat vier Gänge.
Für das erste Modelljahr sind 3320 mm Radstand und 1300 mm Spurweite angegeben. Danach betrugen die Werte 3420 mm und 1435 mm. Das Fahrzeug hat Vierradbremsen. Die Höchstgeschwindigkeit ist für die ersten Jahre mit etwa 80 km/h und danach mit etwa 100 km/h angegeben.
Bekannt sind Aufbauten als Tourenwagen, Limousine, Pullman-Limousine, Landaulet, Coupé, Cabriolet und Roadster mit Notsitz.
Der Type IL ist ähnlich, allerdings werden bei ihm nur die Hinterräder gebremst.
Die Vermarktung lief in Frankreich bis 1925 und im Vereinigten Königreich bis 1926. Dann wurde das Modell ohne Nachfolger eingestellt.